# Chi Mạc bì
Leptodermis là một chi thực vật có hoa trong họ Thiến thảo (Rubiaceae).

## Loài
Chi Leptodermis gồm khoảng 47 loài đã biết:
- Leptodermis amoena Springate
- Leptodermis beichuanensis H.S.Lo
- Leptodermis brevisepala H.S.Lo
- Leptodermis buxifolia H.S.Lo
- Leptodermis coriaceifolia Tao Chen
- Leptodermis crassifolia Collett & Hemsl.
- Leptodermis dielsiana H.J.P.Winkl.
- Leptodermis diffusa Batalin
- Leptodermis forrestii Diels
- Leptodermis glomerata Hutch.
- Leptodermis gracilis C.E.C.Fisch.
- Leptodermis griffithii Hook.f.
- Leptodermis handeliana H.J.P.Winkl.
- Leptodermis hirsutiflora H.S.Lo
- Leptodermis kumaonensis R.Parker
- Leptodermis lanata H.S.Lo
- Leptodermis lanceolata Wall.
- Leptodermis lecomtei Pit.
- Leptodermis limprichtii H.J.P.Winkl.
- Leptodermis ludlowii Springate
- Leptodermis oblonga Bunge mạc bi tròn dài
- Leptodermis ordosica H.C.Fu & E.W.Ma
- Leptodermis ovata H.J.P.Winkl.
- Leptodermis parkeri Dunn
- Leptodermis parvifolia Hutch.
- Leptodermis pilosa Diels
- Leptodermis potaninii Batalin
- Leptodermis pulchella Yatabe
- Leptodermis pumila H.S.Lo
- Leptodermis purdomii Hutch.
- Leptodermis rehderiana H.J.P.Winkl.
- Leptodermis riparia R.Parker
- Leptodermis scabrida Hook.f.
- Leptodermis schneideri H.J.P.Winkl.
- Leptodermis scissa H.J.P.Winkl.
- Leptodermis stapfiana H.J.P.Winkl.
- Leptodermis tomentella H.J.P.Winkl.
- Leptodermis trifida Craib
- Leptodermis umbellata Batalin
- Leptodermis velutiniflora H.S.Lo
- Leptodermis vestita Hemsl. ex F.B.Forbes & Hemsl.
- Leptodermis virgata Edgew. ex Hook.f.
- Leptodermis wardii C.E.C.Fisch. & Kaul
- Leptodermis wilsonii Diels
- Leptodermis xizangensis H.S.Lo
- Leptodermis yangshuoensis Tao Chen
- Leptodermis yui H.S.Lo